# Тадич, Люба
Люба Тадич (настоящиеся имя и фамилия — Любомир Тадич или Любивойе Тадич) (серб.  Љуба Тадић; 31 мая 1929, Урошевац, Косово, Королевство Югославия — 28 октября 2005, Белград, Сербия и Черногория) — сербский и югославский актёр театра и кино.

## Биография
На театральной сцене выступал ещё во время учебы в гимназии, в 15-летнем возрасте. Играл в театре драмы г. Крагуевац. В 1953 году окончил Академию театра, кино, радио и телевидения. В студенческие годы играл в Белградском драматическом театре.
С 1953 года — актёр театров Белграда: Национального театра драмы, югославского драматического театра. В 1956—2005 годах — актёр театра «Ателье 212». В 1983 году вместе с женой Снежаной Никшич основал театр «Магаза».
Умер 28 октября 2005 года в Белграде. Сейчас большая сцена югославского драматического театра носит имя «Люба Тадич».

## Творчество
В театре дебютировал в пьесе Сэмюэла Беккета «В ожидании Годо» . С большим успехом играл роли короля Лира, царя Эдипа, Раскольникова, Сократа. В театре прославился неповторимым исполнением роли Отелло в пьесе «Отелло» Уильяма Шекспира.
В кино дебютировал в фильме «Я была сильнее» (1953, реж. Густав Гаврич). Снялся более, чем в 160 фильмах.
В числе значительных актёрских работ Любы Тадича на экране — поп в фильме «Лжецарь», подпольщик Павел — «Большой и маленький» (1956, реж. Владимир Погачич), Драгич в фильме Л. Лукова «Олеко Дундич», майор Курсул в военной драме Живорада Жике Митровича «Марш на Дрину» (1964, Премия «Золотая арена», Пула, 1965), Волк в фильме «Волк с горы Проклятия / Трагедия горного ущелья» (1968, Премия «Золотая арена», Пула, 1969), Сава Ковачевич в партизанском фильме Стипе Делич «Сутьеска» (1973), Понтий Пилат в фильме "Мастер и Маргарита "(1972, реж. Александр Петрович), Франк в фильме «Страх» (1974, Премия «Золотая арена», Пула, 1975), партизанский командир в фильме «Партизанская эскадрилья» (1979), султан Мурад в фильме "Битва на Косовом поле" (1989), Отец в фильме Милоша Радивоевича «Пробуждение из мёртвых» (2005).
Снимался также на студиях Италии и США.